# Ахматовская улица (Пушкин)
Ахма́товская улица — улица в городе Пушкине (Пушкинский район Санкт-Петербурга). Проходит от Железнодорожной до Оранжерейной улицы.
5 октября 1956 года улице присвоили название Вокза́льная, поскольку она расположена рядом с вокзалом станции Царское Село.
27 февраля 1989 года улицу переименовали в Ахматовскую — в честь русской поэтессы А. А. Ахматовой, жизнь и творчество которой тесно связаны с Царским Селом.